# Drag Race Suecia
Drag Race Sverige (a veces llamada Drag Race Suecia) es un programa de televisión sueco de competencia de telerrealidad basada en el programa estadounidense RuPaul's Drag Race. Es transmitido por SVT en Suecia y se emite en WOW Presents Plus en el resto de países.
La adaptación se anunció en abril de 2022 y el casting comenzó en mayo. Mastiff AB producirá el programa. Los productores ejecutivos son RuPaul y Tom Campbell, así como los fundadores de World of Wonder, Fenton Bailey y Randy Barbato. El programa será presentado por Robert Fux y la primera temporada se estrenará en 2023. En enero de 2023 se confirmó que la fecha de estreno sería el 4 de marzo de 2023 junto con el resto del jurado: la cantante y actriz Kayo y el presentador de radio y televisión Farao Groth.

## Concursantes
Las drag queens que compiten para el título de "Sverige's First Drag Superstar" para la temporada 1 de Drag Race Suecia son:
(La edad y nombre de los participantes registrados al momento del concurso)
| Concursante         | Nombre Legal                  | Edad | Origen                               | Posición  |
| ------------------- | ----------------------------- | ---- | ------------------------------------ | --------- |
| Admira Thunderpussy | Adam Risberg                  | 28   | Estocolmo, Provincia de Estocolmo    | Ganadora  |
| Fontana             | Gabriel Fontana Teixeira      | 29   | São Leopoldo, Brasil                 | 2.° Lugar |
| Vanity Vain         | Linus Mauritz                 | 31   | Linköping, Provincia de Östergötland | 3.° Lugar |
| Elektra             | Robin Werner                  | 35   | Helsingborg, Provincia de Escania    | 4.º Lugar |
| Antonina Nutshell   | Anton Nässlin                 | 28   | Liverpool, Gran Bretaña              | 5.º Lugar |
| Santana Sexmachine  | Jesper Lindgren               | TBA  | Berlín, Alemania                     | 6.º Lugar |
| Imaa Queen          | Adam Spjuth                   | 28   | Värnamo, Provincia de Jönköping      | 7.º Lugar |
| Endigo              | Tobias Ulf Eddie Endigo Öberg | 30   | Tokio, Japón                         | 8.º Lugar |
| Almighty Aphroditey | Dante Mason                   | 20   | Mora, Provincia de Dalarna           | 9.º Lugar |

## Progreso
| EpisodioConcursante | 1    | 2    | 3    | 4    | 5    | 6    | 7    | 8          |
| ------------------- | ---- | ---- | ---- | ---- | ---- | ---- | ---- | ---------- |
| Admira Thunderpussy | HIGH | SAFE | SAFE | WIN  | WIN  | LOW  | WIN  | Winner     |
| Fontana             | SAFE | SAFE | LOW  | SAFE | BTM2 | WIN  | SAFE | Finalist   |
| Vanity Vain         | SAFE | BTM2 | WIN  | LOW  | HIGH | HIGH | BTM2 | Eliminated |
| Elektra             | SAFE | WIN  | BTM2 | HIGH | SAFE | BTM2 | ELIM | Guest      |
| Antonina Nutshell   | LOW  | ELIM |      | BTM2 | LOW  | ELIM |      | Guest      |
| Santana Sexmachine  | HIGH | HIGH | SAFE | SAFE | ELIM |      |      | Guest      |
| Imaa Queen          | WIN  | HIGH | HIGH | ELIM |      |      |      | Guest      |
| Endigo              | BTM2 | LOW  | ELIM | OUT  |      |      |      | Guest      |
| Almighty Aphroditey | ELIM |      |      | OUT  |      |      |      | Guest      |

     La concursante es la ganadora de la temporada.
     La concursante fue de las finalistas, pero no ganó.
     La concursante fue de las finalistas, pero fue eliminada en la final.
     La concursante ganó el episodio.
     La concursante estuvo entre las mejores del episodio y fue salvada.
     La concursante no estuvo entre las mejores ó peores del episodio y fue salvada.
     La concursante estuvo entre las peores del episodio y fue salvada.
     La concursante hizo lip-sync y ganó.
     La concursante hizo lip-sync y perdió.
     La concursante obtuvo el título de Miss Simpatía.
     La concursante fue candidata para volver a la competición pero no lo consiguió.